# 328年
| 千纪： | 1千纪                                                                                           |
| 世纪： | 3世纪 \| 4世纪 \| 5世纪                                                                         |
| 年代： | 290年代 \| 300年代 \| 310年代 \| 320年代 \| 330年代 \| 340年代 \| 350年代                       |
| 年份： | 323年 \| 324年 \| 325年 \| 326年 \| 327年 \| 328年 \| 329年 \| 330年 \| 331年 \| 332年 \| 333年 |
| 纪年： | 戊子年（鼠年）；成汉玉衡十八年；前赵光初十一年；东晋咸和三年；前凉建兴十六年；后赵太和元年      |

## 大事记
- 中國
  - 東晉歷陽內史蘇峻攻破東晉首都建康，同年蘇峻出戰時墮馬被殺，由弟弟蘇逸接掌部眾。
  - 石虎攻蒲阪，前趙帝劉曜親率全國精兵救援，大敗石虎，於是乘勢進攻石生鎮守的洛陽，圍困後趙將領石生。

## 出生
- 桓沖，東晉將領，荊州刺史。（384年逝世，56岁）
- 宋末倪守約《金華赤松山志》記載相傳黃大仙出生於328年八月二十三日（晉成帝咸和三年）

## 逝世
- 卞壼，東晉尚書令。（281年出生，47岁）
- 庾文君，東晉皇太后。（296年出生，32岁）
- 桓彝，東晉宣城內史。（276年出生，52岁）
- 8月7日——魏該，東晉平北將軍、雍州刺史。
- 蘇峻，東晉將領，蘇峻之亂領導人。